# Comité Cívico Pro-Santa Cruz
El Comité Cívico Pro-Santa Cruz es una asociación cívica fundada en 1950 para «defender los intereses de Santa Cruz frente al Estado». Está formado por unas trescientas organizaciones. Su sede está ubicada en la ciudad de Santa Cruz de la Sierra, en el oriente de Bolivia.

## Historia
En 1948, el pueblo de San Ignacio de Velasco en Santa Cruz cumplía 200 años de fundación. Con el objetivo de conseguir mayor atención para sus requerimientos materiales, entre ellos salud, educación y comunicaciones, el dirigente cívico Luis Mayser Ardaya impulsó la fundación del Comité de Residentes Velasquinos. El directorio estaba compuesto por, además de Mayser, Israel Mendia Frías, Alberto Céspedes, Guillermo Kenning Vöss, Rafael Talavera Roca, Roldán Morales Vargas y Rafael Roca Roca.
Aquel mismo año, el directorio consiguió mediante el diputado de la provincia Velasco, Viador Moreno Peña, la destinación de un millón de pesos bolivianos del Tesoro General de la Nación para proveer de agua potable al pueblo de San Ignacio. El comité también logró que el gobierno boliviano logre prometer Bs 400.000 para restaurar el templo jesuítico virreinal del pueblo. Sin embargo, antes de desembolsarse el dinero, se cambió de ministros en el gabinete del gobierno nacional, y el nuevo ministro de Relaciones Exteriores y Culto, Adolfo Costa du Rels, dispuso la supresión del ítem.
Más adelante, viendo la necesidad de solicitar atención del gobierno no solo para la provincia Velasco, sino para el departamento entero de Santa Cruz, se fundó el Comité pro Santa Cruz el 30 de octubre de 1950, a solicitud de la Federación Universitaria Local (FUL) de la Universidad 'Gabriel René Moreno', casa pública de estudios en el departamento cruceño. La FUL convocó para una asamblea a instituciones sociales, educativas, estudiantiles, profesionales, laborales y deportivas, a autoridades municipales y a partidos políticos. Así, inició su vida el Comité, cuyos mus miembros fundadores fueron: Ramón Darío Gutiérrez (presidente), padre Carlos Gericke Suárez (vicepresidente), Hernando García Vespa (secretario) y Mario Rodolfo Gutiérrez Gutiérrez, Agustín Saavedra Suárez, Hernando Sanabria Fernández y Marcelo Terceros Banzer (vocales).
El 8 de noviembre de 1950, se dio a conocer oficialmente la fundación del Comité pro Santa Cruz, mediante la primera circular institucional. En esa misma década, el comité impulsó movilizaciones en Santa Cruz para protestar contra los atropellos del gobierno boliviano, motivo por el cual ha sido tildado de «separatista» por algunos periódicos y políticos gubernamentales.
El Comité Cívico pro Santa Cruz apoyó el Golpe de Estado en Bolivia de 1971 de Hugo Banzer en 19712.
Al final de la Crisis política en Bolivia de 2008, el Comité intervino a favor de la liberación del gobernador de Pando, Leopoldo Fernández, acusado de haber organizado una masacre durante la cual una quincena de campesinos favorables al presidente Evo Morales fueron asesinados a tiros por activistas secesionistas
En el ano 2019 el Comité Cívico liderado por Luis Fernando Camacho se comprometió firmemente contra la reelección de Evo Morales durante las Elecciones generales de Bolivia de 2019. A partir del 22 de octubre, encabezando la agitación, anunció la paralización del país. Los enfrentamientos que siguieron llevaron al ejército y a la policía a volverse contra el gobierno, provocando su caída.

## Organización interna
Generalmente se la considera una institución de élite y desde su fundación ha estado estrictamente controlada por la oligarquía de Santa Cruz, el departamento más rico de Bolivia. Para ser candidato a presidente hay que estar patrocinado por personajes influyentes y hacer una campaña que “es cara”, explica Herland Vaca Diez Busch, presidente del comité de 2011 a 2013. También es necesario nacer en Santa Cruz y haber vivido allí durante más de quince años. Además, hasta la década de 2010, había que ser hijo de padres Cruceño.  
Gran parte de los dirigentes políticos de Santa Cruz tienen su origen político en este comité.

## Presidentes
| N.º | Presidentes                              | Mandato | Mandato  |
| --- | ---------------------------------------- | ------- | -------- |
| 1   | Ramon Gutiérrez J.                       | 1950    | 1951     |
| 2   | Percy Borland R,                         | 1951    | 1952     |
| 3   | Guillermo Weise G.                       | 1957    | 1957     |
| 4   | Melchor Pinto                            | 1957    | 1959     |
| 5   | Hugo de Chazal E.                        | 1964    | 1966     |
| 6   | Juan Franco S.                           | 1966    | 1968     |
| 7   | Oswaldo Gutiérrez J.                     | 1968    | 1970     |
| 8   | Ovidio Santistevan H.                    | 1970    | 1971     |
| 9   | Sigfredo Montero V.                      | 1971    | 1972     |
| 9   | Oscar Ramon V.                           | 1972    | 1977     |
| 10  | Benjamín Zapata S.                       | 1979    | 1980     |
| 11  | Rodolfo Roda D.                          | 1980    | 1981     |
| 12  | José Luis Camacho P.                     | 1981    | 1983     |
| 13  | Percy Fernández                          | 1983    | 1984     |
| 14  | Jorge Landívar R.                        | 1984    | 1986     |
| 15  | Carlos Dabdoub A.                        | 1986    | 1988     |
| 16  | Guillermo Kenning V.                     | 1988    | 1989     |
| 17  | Edgar Talavera S.                        | 1989    | 1991     |
| 18  | Freddy Terrazas S.                       | 1991    | 1993     |
| 19  | Wilmar Stelzer J.                        | 1993    | 1995     |
| 20  | Héctor Justiniano P.                     | 1995    | 1997     |
| 21  | David Antelo G.                          | 1997    | 1999     |
| 22  | Alfonso Moreno G.                        | 1999    | 2001     |
| 23  | Lorgio Paz S.                            | 2001    | 2003     |
| 24  | Rubén Costas                             | 2003    | 2005     |
| 25  | German Antelo V.                         | 2005    | 2007     |
| 26  | Branko Marinković                        | 2007    | 2009     |
| 27  | Luis Núñez R.                            | 2009    | 2011     |
| 28  | Herland Vaca Diez B.                     | 2011    | 2013     |
| 29  | Fernando Castedo C.                      | 2013    | 2015     |
| 30  | Roger Montenegro L.                      | 2015    | 2017     |
| 31  | Fernando Cuéllar Núñez                   | 2017    | 2019     |
| 32  | Luis Fernando Camacho Vaca               | 2019    | 2019     |
| 33  | Rómulo Calvo Bravo                       | 2020    | 2023     |
| 34  | Mario Ovidio Fernando Larach Santistevan | 2023    | 2025     |
| 35  | Stello Cochamanidis Garcés               | 2025    | presente |